# Chu Huệ vương
Chu Huệ Vương (chữ Hán: 周惠王; trị vì: 676 TCN - 652 TCN), tên thật là Cơ Lãng (姬閬), là vị vua thứ 17 của nhà Chu trong lịch sử Trung Quốc.
Ông là con trai của Chu Ly Vương – vua thứ 16 nhà Chu.

## Nhờ chư hầu phục ngôi
Chu Huệ vương có người chú là em cùng cha khác mẹ của vua cha Ly vương, gọi là vương tử Đồi – con của Chu Trang Vương và sủng thiếp Diêu cơ.
Năm 675 TCN, Chu Huệ vương chiếm đoạt vườn tược của các đại thần làm chỗ thả thú. Đại thần Biên Bá bất mãn, cùng 4 đại thần khác ngầm mượn quân chư hầu của Yên Trang công và Vệ Huệ công về đánh Chu Huệ vương. Huệ vương bỏ chạy về đất Ôn rồi sang nương nhờ nước Trịnh.
Biên Bá lập vương tử Đồi lên ngôi vua. Từ khi chiếm được ngôi vua, Tử Đồi chỉ ăn chơi hưởng lạc, mở yến tiệc, không thiết việc triều chính.
Năm 673 TCN, Trịnh Lệ công cùng Quắc công liên minh giúp Huệ vương, mang quân đánh Lạc ấp, giết chết Tử Đồi và dựng lại Huệ vương. Trịnh Lệ công muốn được Huệ vương ban chén ngọc nhưng Huệ vương không nghe theo, do đó nước Trịnh giận thiên tử nhà Chu.
Năm 667 TCN, Tề Hoàn công hội họp chư hầu xưng làm bá chủ. Chu Huệ vương bèn phong cho Tề Hoàn công ngôi bá.
Chu Huệ vương yêu quý người con nhỏ là vương tử Đái, muốn phế thái tử Trịnh để lập Đái, bèn nhờ hai nước Tấn và Sở giúp mình. Tề Hoàn công biết tin, bèn xin cho thái tử đến dự hội chư hầu để bảo đảm ngôi vị cho thái tử. Chu Huệ vương không ngăn cản được.
Năm 652 TCN, Chu Huệ Vương mất. Ông ở ngôi 25 năm. Thái tử Cơ Trịnh lên nối ngôi, tức là Chu Tương Vương.

## Gia quyến
- Cha: Chu Hy vương Cơ Hồ Tề
- Mẹ: Không rõ
- Vợ
  - Trần hậu
  - Chu Huệ hậu Trần Quy, con gái của Tuyên công nước Trần, mẹ đẻ của Chu Tương vương và Vương tử Đái
- Con
  - Chu Tương vương Cơ Trịnh (675 TCN - 619 TCN)
  - Vương tử Đái (672 TCN - 635 TCN)
  - Vương cơ, gả cho Tống Tương công, sinh ra Tống Thành công